# نل آسا
نل آسا (انگلیسی: Nel ASA) شرکت خدمات انرژی نروژی است، که در سال ۱۹۲۷ تأسیس شد.